# Amyna punctum
Amyna punctum är en fjärilsart som beskrevs av Fabricius 1794. Amyna punctum ingår i släktet Amyna och familjen nattflyn. Inga underarter finns listade i Catalogue of Life.